# احتمال نمونه‌گیری
در آمار، در تئوری مربوط به نمونه‌گیری از جمعیت‌های محدود، احتمال نمونه‌گیری (که همچنین به عنوان احتمال گنجاندن نیز شناخته می‌شود) از یک عنصر یا عضوی از جامعه، احتمال تبدیل شدن آن به بخشی از نمونه در زمان ترسیم یک نمونه واحد است. به عنوان مثال، در نمونه‌گیری تصادفی ساده احتمال اینکه یک واحد خاص {\displaystyle i} به‌طور نمونه انتخاب شود،
{\displaystyle p_{i}={\frac {\binom {N-1}{n-1}}{\binom {N}{n}}}={\frac {n}{N}}}
جایی که {\displaystyle n} حجم نمونه است و {\displaystyle N} اندازه جمعیت است.